# Never Meet Your Heroes
«Never Meet Your Heroes» (с англ. — «Никогда не встречай своих героев») — первый эпизод американского телесериала «Соколиный глаз», основанного на персонажах Marvel Comics Клинте Бартоне и Кейт Бишоп. В этом эпизоде Кейт втягивается в заговор, связанный с прошлым Клинта Бартона, который заставляет его выйти из отставки. Действие эпизода происходит в медиафраншизе «Кинематографическая вселенная Marvel» (КВМ), и он напрямую связан с фильмами медиафраншизы. Сценарий написал создатель сериала Джонатан Игла, а режиссёром выступил Риз Томас.
Джереми Реннер вновь исполняет роль Клинта Бартона из КВМ, а Хейли Стайнфелд присоединилась к нему в роли Кейт Бишоп. В главных ролях также снялись Вера Фармига, Брайан д’Арси Джеймс, Тони Далтон, Саймон Кэллоу, Фра Фи, Алекс Паунович, Пётр Адамчик и Линда Карделлини. Ава Руссо, Бен Сакамото и Кейд Вудворд вновь исполняют роли детей Бартона из предыдущих фильмов КВМ — Лайлы, Купера и Натаниэля, соответственно. Золотистый ретривер Джолт исполняет роль Лаки, Пицца-пса.
Джонатан Игла присоединился к сериалу в сентябре 2019 года, а Риз Томас — в июле 2020 года. Съёмки проходили в Нью-Йорке, а дополнительные съёмки и озвучивание — в Атланте, штат Джорджия.
Эпизод «Never Meet Your Heroes» вышел на Disney+ 24 ноября 2021 года.
Критики высоко оценили игру Хейли Стайнфелд в роли Кейт Бишоп, но посчитали, что эпизод был немного медленным из-за ограниченного действия.

## Сюжет
В 2012 году, во время битвы за Нью-Йорк, маленькая Кейт Бишоп становится свидетелем боя Клинта Бартона с армией читаури. Клинт неосознанно спасает девочке жизнь от воина читаури, однако отец Кейт, Дерек, погибает во время нападения. После похорон Дерека Кейт клянётся стать героем, чтобы обезопасить себя и свою мать Элеонор.
В 2024 году показывается, что Кейт становится опытным лучником, мастером боевых искусств и отличным фехтовальщиком. Проиграв спор, она должна зазвонить в колокол на старой башне университета, выстрелив в него стрелой из лука, однако раскачивает его слишком сильно, и колокол падает, разрушая башню. Кейт приезжает к Элеонор на Рождество, и та в наказание за разрушение башни блокирует её кредитную карту. Также Кейт узнаёт о помолвке Элеонор с Джеком Дюкейном. На благотворительном аукционе Кейт начинает подозревать Дюкейна и его дядю Арманда III в угрозах своей матери и следует за ними на подпольный аукцион, где продаются предметы, найденные на обломках базы Мстителей, в числе которых складной меч жестокого убийцы глав преступных организаций — Ронина, а также его костюм. Внезапно на аукцион врывается вооружённая группа бандитов в масках, именуемая «Мафией в трениках», и начинает искать один из лотов, часы. В суматохе Джек крадёт складной меч Ронина, а Кейт надевает костюм Ронина и борется с членами банды, освобождая заложников. Выбежав на улицу, она замечает, как одноглазый бродячий пёс нападает на водителя одного из грузовиков банды и убегает на проезжую часть. Кейт спасает его и забирает к себе домой.
Тем временем Бартон пытается смириться со своими поступками в качестве Ронина и смертью Наташи Романофф. Он отправляется со своими детьми на «Роджерс: Мюзикл» и, увидев в шоу актрису, играющую Наташу, выходит из партера. У входа его догоняют дети, и семья уходит в кафе. Вечером Клинт видит Кейт в костюме Ронина в новостях.
Кейт Бишоп пробирается в дом Арманда III, чтобы расспросить о нападении, однако находит его мёртвым в его кабинете. Кейт замечает именные конфеты и убегает с места убийства, однако попадает в засаду, устроенную Мафией в трениках. В ходе битвы Клинт спасает Кейт, выталкивает её в переулок, снимает маску и удивляется тому, что под маской была девушка, а Кейт удивляется тому, что перед ней её кумир.

## Реакция

### Аудитория
Приложение для отслеживания зрителей «Samba TV» сообщило, что у сериала была самая слабая премьера среди сериалов КВМ: примерно 1,5 миллиона зрителей посмотрели эпизод в первые пять дней. Согласно исследованию Nielsen Media Research, которое измеряет количество минут, просматриваемых аудиторией США по телевизору, «Соколиный глаз» был вторым по популярности оригинальным сериалом на стриминговых сервисах за неделю с 22 по 28 ноября с просмотром 853 миллионов минут.

### Отзывы
На сайте-агрегаторе рецензий «Rotten Tomatoes» эпизод имеет рейтинг 100 % со средней оценкой 7,3 из 10 на основе 15 отзывов.
Кет Фиппс из Vulture поставил серии оценку 3 из 5 и похвалил рождественскую обстановку, заявив, что в результате в эпизоде есть «атмосфера, которая отличает его от других проектов КВМ». Джек Шепард из GamesRadar+ похвалил Реннера и Стайнфелд за их игру. Кирстен Ховард из Den of Geek поставила двухсерийной премьере 4,5 балла из 5.

## Комментарии
1. ↑  События фильма «Мстители» (2012).
2. ↑  После событий фильма «Мстители: Финал» (2019).
3. ↑  Уничтоженной Таносом до битвы за Землю в фильме «Мстители: Финал» (2019).
4. ↑  Которым во время 5-летнего Скачка являлся Клинт Бартон.